# 亚沙尔·凯末尔
亚沙尔·凯末尔（Yaşar Kemal，1923年106日—2015年2月28日），原名凱末爾·薩迪克·戈克切利（Kemal Sadık Gökçeli），土耳其20世紀代表作家，有库尔德族血统。
亚沙尔·凯末尔其代表作为《İnce Memed》，並曾入圍諾貝爾獎。由于亚沙尔·凯末尔在敏感问题上直言不讳，曾以鼓吹分裂的罪名判刑20个月。